# Epeli Hauʻofa
Epeli Hauʻofa (7 de dezembro de 1939 – 11 de janeiro de 2009) foi um escritor e antropólogo tonganês e fijiano. Ele viveu em Fiji e ensinou na Universidade do Pacífico Sul (UPS). Ele foi o fundador do Centro Oceania de Artes na UPS.

## Vida
Hauʻofa nasceu de país missionários tonganeses, que trabalhavam na Papua-Nova Guiné. Frequentou a escola em Papua-Nova Guiné, Tonga e Fiji, e fez seu ensino superior na Universidade da Nova Inglaterra, na Universidade McGill, em Montreal, e na Universidade Nacional da Austrália, em Canberra, onde recebeu seu PhD em antropologia social, publicando sua tese em 1981, sob o título Mekeo: Inequality and Ambivalence in a Village Society (Mekeo: Desigualdade e Ambivalência em uma Sociedade de Vilas). Ele ensinoiu como tutor na Universidade de Papua-Nova Guiné, e era uma pesquisador colaborador na Universidade do Pacífico Sul, em Suva, Fiji. De 1978 a 1981, ele foi Secretário do Rei de Tonga, servindo como cuidador dos arquivos do palácio. Durante esse período em Tonga, Hau'ofa colaborou na produção da revista literária Faikara, juntamente com sua esposa Barbara. Assumiu no início de 1981 o cargo de diretor do recém criado Centro de Desenvolvimento Rural na UPS.
Passou também a ensinar sociologia na Universidade do Pacífico Sul e, em 1983, tornou-se o diretor do Departamento de Sociologia no principal campus da Universidade, em Suva. Em 1997, Hauʻofa tornou-se o fundador e diretor do Centro Oceania de Artes e Cultura na UPS.
Hauʻofa morreu no Hospital Privado de Suva em 11 de janeiro de 2009, com sessenta e nove anos de idade. Foi enterrado em sua residência em Wainadoi, Fiji.

### Obras
Foi autor de Mekeo: Inequality and Ambivalence in a Village Society; Tales of the Tikongs, que lida através da ficção com as respostas dos nativos do pacífico às mudanças e desafios trazidos pela modernização; Kisses in the Nederends, uma novela; e, recentemente, We Are the Ocean, uma seleção de seus trabalhos anteriores, incluindo ficção, poesia e ensaios.
A revista BBC History afirmou que Hauʻofa ofereceu uma "reconceptualização do Pacífico".
- Este artigo foi inicialmente traduzido, total ou parcialmente, do artigo da Wikipédia em inglês cujo título é «Epeli Hauʻofa».